# Via della Pelliccia
Via della Pelliccia är en gata i Rione Trastevere i Rom. Gatan löper från Piazza di Sant'Egidio till Via del Moro. 

## Beskrivning
Pelliccia betyder ”päls” och enligt en teori kommer gatans namn av en pälshandlare som hade sin butik i området. Enligt en annan teori härstammar gatans namn från ett värdshus med namnet La Pelliccia.
I hörnet vid Via della Pelliccia och Piazza de' Renzi är en medeltida byggnad belägen; den härstammar från 1300-talet. Fasaden uppvisar två rundbågar i tegel. Vid Via della Pelliccia 40 finns en annan byggnad från 1300-talet; enligt vapnet på fasaden tillhörde byggnaden en gång i tiden Pio Sodalizio dei Piceni.
Vid nummer 8 finns en minnesplakett över Enrico Ferola (1901–1944), som, tillsammans med 334 andra personer, arkebuserades i samband med den tyska ockupationsmaktens massaker i Fosse Ardeatine.

## Omgivningar
Kyrkobyggnader
- Sant'Egidio
- Santa Margherita
- Santa Maria della Scala
- Sante Rufina e Seconda
- Sant'Apollonia
- Santa Maria della Clemenza

Gator och gränder
- Piazza de' Renzi
- Via della Paglia
- Via del Piede
- Vicolo de' Renzi